# Parnac (Indre)
Parnac és un municipi francès, situat al departament de l'Indre i a la regió de Centre – Vall del Loira. L'any 2016 tenia 503 habitants.

## Demografia

### Població
El 2007 la població de fet de Parnac era de 529 persones. Hi havia 237 famílies, de les quals 75 eren unipersonals (32 homes vivint sols i 43 dones vivint soles), 87 parelles sense fills, 55 parelles amb fills i 20 famílies monoparentals amb fills.
La població ha evolucionat segons el següent gràfic:
Habitants censats

### Habitatges
El 2007 hi havia 376 habitatges, 247 eren l'habitatge principal de la família, 88 eren segones residències i 41 estaven desocupats. 356 eren cases i 6 eren apartaments. Dels 247 habitatges principals, 216 estaven ocupats pels seus propietaris, 27 estaven llogats i ocupats pels llogaters i 5 estaven cedits a títol gratuït; 1 tenia una cambra, 13 en tenien dues, 46 en tenien tres, 76 en tenien quatre i 111 en tenien cinc o més. 177 habitatges disposaven pel capbaix d'una plaça de pàrquing. A 111 habitatges hi havia un automòbil i a 98 n'hi havia dos o més.

### Piràmide de població
La piràmide de població per edats i sexe el 2009 era:
| Homes | Edats   | Dones |
| ----- | ------- | ----- |
| 0     | 95 o +  | 0     |
| 0     | 90 a 94 | 0     |
| 0     | 85 a 89 | 12    |
| 8     | 80 a 84 | 8     |
| 20    | 75 a 79 | 20    |
| 40    | 70 a 74 | 28    |
| 28    | 65 a 69 | 40    |
| 12    | 60 a 64 | 20    |
| 28    | 55 a 59 | 8     |
| 24    | 50 a 54 | 16    |
| 24    | 45 a 49 | 28    |
| 24    | 40 a 44 | 16    |
| 4     | 35 a 39 | 8     |
| 8     | 30 a 34 | 12    |
| 20    | 25 a 29 | 12    |
| 12    | 20 a 24 | 0     |
| 20    | 15 a 19 | 16    |
| 4     | 10 a 14 | 8     |
| 8     | 5 a 9   | 4     |
| 0     | 0 a 4   | 12    |

## Economia
El 2007 la població en edat de treballar era de 300 persones, 192 eren actives i 108 eren inactives. De les 192 persones actives 179 estaven ocupades (98 homes i 81 dones) i 13 estaven aturades (9 homes i 4 dones). De les 108 persones inactives 59 estaven jubilades, 16 estaven estudiant i 33 estaven classificades com a «altres inactius».

### Ingressos
El 2009 a Parnac hi havia 246 unitats fiscals que integraven 530 persones, la mediana anual d'ingressos fiscals per persona era de 14.142 €.

### Activitats econòmiques
Dels 17 establiments que hi havia el 2007, 2 eren d'empreses extractives, 2 d'empreses de fabricació d'altres productes industrials, 3 d'empreses de comerç i reparació d'automòbils, 1 d'una empresa de transport, 3 d'empreses d'hostatgeria i restauració, 1 d'una empresa financera, 2 d'empreses immobiliàries, 2 d'empreses de serveis i 1 d'una empresa classificada com a «altres activitats de serveis».
Dels 2 establiments de servei als particulars que hi havia el 2009, 1 era un taller de reparació d'automòbils i de material agrícola i 1 restaurant.
L'any 2000 a Parnac hi havia 55 explotacions agrícoles que ocupaven un total de 3.010 hectàrees.

## Equipaments sanitaris i escolars
El 2009 hi havia una escola elemental integrada dins d'un grup escolar amb les comunes properes formant una escola dispersa.

## Poblacions més properes
El següent diagrama mostra les poblacions més properes.